# Michael Candy
| Odkryte planetoidy: 3 | Odkryte planetoidy: 3 | Odkryte planetoidy: 3 |
| --------------------- | --------------------- | --------------------- |
| (3893) DeLaeter       | 20 marca 1980         |                       |
| (3894) Williamcooke   | 14 sierpnia 1980      |                       |
| (3898) Curlewis       | 26 września 1981      |                       |
| 1.                    |                       |                       |

Michael Philip Candy (ur. 23 grudnia 1928 w Bath, zm. 2 listopada 1994 w Perth) – brytyjski astronom.

## Życiorys
Od 1947 do około 1960 roku pracował w HM Nautical Almanac Office. W latach 1961–1969 pracował w Królewskim Obserwatorium Astronomicznym w Greenwich. Od 1969 roku pracował w Australii w Obserwatorium w Perth, w latach 1984–93 był jego dyrektorem. Zajmował się głównie astrometrią oraz obliczaniem orbit ciał niebieskich. Był także dyrektorem sekcji komet Brytyjskiego Stowarzyszenia Astronomicznego.
W 1961 roku odkrył kometę C/1960 Y1 (Candy). W latach 1980–1981 odkrył trzy planetoidy.
W uznaniu jego pracy jego nazwiskiem nazwano planetoidę (3015) Candy.